# Gianni Rossi
Gianni Rossi (Venezia, 14 ottobre 1936 – Venezia, 25 settembre 2021) è stato un calciatore e allenatore di calcio italiano, di ruolo attaccante.

## Carriera

### Giocatore
Giocò nel Venezia e successivamente nella Juventus, nel Bari, nel Rapallo Ruentes e nel Sottomarina.

### Allenatore
Allenò il Treviso dalla stagione 1979-1980 alla 1981-1982, in Serie C1, e, successivamente, Venezia, Mestre, Montebelluna e Cittadella.

## Statistiche

### Presenze e reti nei club
| Stagione        | Club            | Campionato | Campionato | Campionato |
| Stagione        | Club            | Comp       | Pres       | Reti       |
| --------------- | --------------- | ---------- | ---------- | ---------- |
| 1961-1962       | Venezia         | A          | 30         | 6          |
| 1962-1963       | Juventus        | A          | 5          | 1          |
| 1963-1964       | Bari            | A          | 22         | 2          |
| Totale carriera | Totale carriera |            | 57         | 9          |

## Palmarès

### Giocatore

#### Competizioni nazionali
- Serie C: 1

Venezia: 1955-1956
- Serie B: 1

Venezia: 1960-1961

#### Competizioni internazionali
- Coppa delle Alpi: 1

Juventus: 1963

### Allenatore

#### Competizioni nazionali
- Campionato Interregionale: 1

Venezia: 1982-1983
- Campionato Nazionale Dilettanti: 1

Cittadella: 1992-1993